# 세븐 네트워크
세븐 네트워크(Seven Network)는 오스트레일리아의 민영 방송사이다.

## 연혁
- 1956년:시드니 방송국 (호출부호:ATN), 멜버른 방송국 (호출부호:HSV) 방송개시
- 1959년:브리즈번 방송국 (호출부호:BTQ), 애들레이드 방송국 (호출부호:ADS[1])이 방송개시하면서 방송권역 확장
- 1975년:컬러 방송 개시
- 1979년:퍼스의 TVW 방송국[2]이 세븐 네트워크에 가맹.
- 1987년:애들레이드 방송국 교환으로 가맹국이 ADS에서 SAS로 교체, 같은 날 이 지역의 네트워크 텐가맹국도 SAS에서 ADS로 교체
- 1989년:프라임 텔레비전(나중에 프라임7)[3], 골든웨스트 네트워크[4], 선샤인 텔레비전 네트워크[5]과 네트워크 협정 체결.
- 1990년:서던크로스 텔레비전[6]과 네트워크 협정 체결.
- 2009년:제2채널 7Two 개시[7].
- 2010년:HD 채널 7HD를 대신해 제3채널 7mate 개시[8]
- 2011년:제4채널 TV4ME 개시[9][10].
- 2015년: 경마 채널 Racing.com 개국[11]
- 2016년 2월 28일: 영화 채널 7flix 개국.
- 2016년 5월 10일: 7HD 부활.[12]
- 2016년 5월 19일: TV4ME 방송 중단.
- 2018년 12월 1일: 7food network 개국.
- 2019년 12월 29일 : 7food network 종방.
- 2020년 1월 16일 : 7mate HD 재개국[13].
- 2023년 1월 15일 : 7Bravo 개국 (예정)

## 로고 및 아이덴티디

2000년부터 2003까지 사용된 5가지 로고타입 변형

현재의 로고와 비슷한, 리본형태의 로고는 새천년과 올림픽을 기념하여 2000년 하계 올림픽부터 적용되었다. 열정, 참여, 재미, 생명과 에너지를 상징하는 5가지 로고타입을 만든것에 이어 2016년 그라디언트, 그림자 및 색으로 구분된 사용법이 없어진 현재의 디자인으로 변경되었다.
- ATN-7 : 1968 - 1969년 11월 8일ATN-7 : 1968 - 1969년 11월 8일
- ATV-7, HSV-7, ADS-7 : 1969년 11월 9일 - 1975년 2월 28일 
 BTQ-7 : 1969년 11월 9일 - 1976년
- 1975년 3월 1일 - 1989년 1월 22일  ADN-7, HSV-7 : 1975년 3월 1일 - 1987년 12월 26일  BTQ : 1976년 1월 22일  TVW-7 : 1977년 10월 - 1989년 1월 22일  SAS- : 1987년 12월 27일 - 1989년 1월 22일1975년 3월 1일 - 1989년 1월 22일 
 ADN-7, HSV-7 : 1975년 3월 1일 - 1987년 12월 26일 
 BTQ : 1976년 1월 22일 
 TVW-7 : 1977년 10월 - 1989년 1월 22일 
 SAS- : 1987년 12월 27일 - 1989년 1월 22일

2003년 9월 1일 - 현재
ATV-7, HSV-7, ADS-7 : 1969년 11월 9일 - 1975년 2월 28일 BTQ-7 : 1969년 11월 9일 - 1976년
1975년 3월 1일 - 1989년 1월 22일 ADN-7, HSV-7 : 1975년 3월 1일 - 1987년 12월 26일 BTQ : 1976년 1월 22일 TVW-7 : 1977년 10월 - 1989년 1월 22일 SAS- : 1987년 12월 27일 - 1989년 1월 22일
2003년 9월 1일 - 현재

### 슬로건 역사
- 1969 - 1975: The Seven Revolution
- 1971 - 1973: Looking Good
- 1974: Looking Better Than Ever (ATN-7, ADS-7 단독)
- 1975: Welcome to the Bright New World of Seven (HSV-7로 제작되었지만 방송에는 사용되지 않음)
- 1975 - 1976: Colours Your World
- 1976 - 1979: The Colour Machine
- Summer 1978/79, Summer 1979/80: Summer Fever (BTQ-7 단독)
- 1979 - 1980: You're on Seven (HSV-7, ADS-7 단독)
- 1980 - 1982: Seven is a Part of You (HSV-7 단독)
- Summer 1981/82: Lucky Seven (HSV-7, ATN-7 단독)
- 1981: Supercharged! (BTQ-7 단독)
- 1983: Channel Seven, Watch Us Now
- 1982 - 1988: Love You Brisbane (BTQ-7 단독)
- 1982 - 1984, 2007 - 2009, 2015 - 2017: Love You Queensland (BTQ-7 단독) (STQ에서도 사용됨)
- 1982: Channel Seven, All the Best (ATN-7, ADS-7 단독, NBC의 1976년 슬로건에서 차용함)
- 1984 - 1985: Be There (NBC에서도 사용됨) (HSV-7, ATN-7, TVW-7 단독)
- 1985 - 1988: Let's All Be There (NBC에서도 1986년까지 사용됨)
- 1985 - 1987: Hello Melbourne (HSV-7 단독)
- 1985 - 1989: Love You Perth (TVW-7 단독)
- 1986 - 1987: Hello Adelaide/Adelaide Proud (ADS-7 단독)
- 1986 - 1987: Say Hello! (ADS-7, HSV-7, TVW-7 단독)
- 1988: Let's Celebrate '88
- 1988: Australian Television Network (ATN-7, HSV-7, BTQ-7 단독)
- 1988 - 1989: On the Move (WLS-TV의 1984 슬로건을 기반한 SAS-7 단독)
- Summer 1988/1989: Only the Best in Summer
- 1 January 1989 - Summer 1989/90: Only the Best on 7
- 1989: Only the Best Will Do (BTQ-7 단독)
- 1992: Seven Gives Me Good Vibrations
- 1993: Consider Yourself...
- February 1995 – 1996: Discover It All
- June 1996 - 30 April 1999: Everyone's Home on Seven
- July 1996 - 1998: Australia's Home (스포츠 슬로건)
- 1999: Melbourne's Alive! (HSV-7 단독)
- 1 May 1999 – 31 August 2003: The One to Watch
- 1 September 2003 - November 2003: Lucky #7
- December 2003 - December 2004: Feeling Good
- 2002 - 2004: 7NOW (FOX NOW에 기반한 FOX 캠페인의 일환)
- 26 December 2004 – 16 January 2011, November 2012 – 현재 : Gotta love it
- 16 January 2011 – November 2012: One Place
- 2014 – 현재: Australia's No.1